# 칼라친스크
칼라친스크(러시아어; Кала́чинск)는 옴스크 주에 있는 도시이고, 인구 23,200명(2004)에 100km 떨어져 있다.